# Hàng không năm 1997
Đây là danh sách các sự kiện hàng không nổi bật xảy ra trong năm 1997:

## Chuyến bay đầu tiên

### Tháng 8
- 22 tháng 8 - AASI Jetcruzer 500

### Tháng 10
- 16 tháng 10 - Boeing 777-300